# Vogtlands voetbalkampioenschap 1907/08
In 1907/08 werd het eerste Vogtlands voetbalkampioenschap gespeeld, dat georganiseerd werd door de Midden-Duitse voetbalbond. Vorig jaar bestond de competitie ook al wel, maar fungeerde toen als tweede klasse onder de 1. Klasse Südwestsachsen.
FV Wettin Plauen werd kampioen en plaatste zich voor de Midden-Duitse eindronde, waar de club met 0-5 verloor van Hallescher FC 1896. 
Niet alle wedstrijden werden gespeeld, niet-gespeelde wedstrijden telden als nederlaag voor beide teams. 

## 1. Klasse
| Plaats | Club                        | Wed. | W | G | V | Saldo | Ptn.  |
| ------ | --------------------------- | ---- | - | - | - | ----- | ----- |
| 1.     | FV Wettin Plauen            | 10   | 9 | 0 | 1 | 53:16 | 18:02 |
| 2.     | FC Concordia Plauen         | 10   | 4 | 2 | 4 | 24:38 | 10:10 |
| 3.     | 1. Vogtländischer FC Plauen | 10   | 4 | 1 | 5 | 45:24 | 09:11 |
| 4.     | FC Plavia Plauen            | 10   | 3 | 0 | 7 | 07:41 | 06:14 |
| 5.     | FC Germania Plauen          | 10   | 1 | 1 | 8 | 09:25 | 03:17 |
| 6.     | FC Apelles Plauen           | 10   | 2 | 0 | 8 | 24:18 | 04:16 |

Plavia Plauen fuseerde in juni 1908 met Rasensport Plauen tot FC SpVgg Plauen. Om een onbekende reden moest de club volgend jaar in de 2. Klasse starten.
|  | Kampioen, geplaatst voor Midden-Duitse eindronde |
|  | Degradatie                                       |